# Il nostro quartiere
Il nostro quartiere (in originale arabo: حكايات حارتنا Ḥikāyat ḥāritnā e in traduzione francese Récits de notre quartier) è un romanzo del 1975 dello scrittore egiziano Naguib Mahfouz vincitore del Premio Nobel per la letteratura nel 1988.

## Trama
L'opera narra in 78 episodi la vita e le cronache di un quartiere della parte vecchia de Il Cairo, molto simile a quello di Gamaliya dove era nato e vissuto lo scrittore, narrati dalla voce di un ragazzino che, forse proprio perché portato per natura ed età a fantasticare, riesce a rendere vivo un affascinante miscuglio di odori, leggende, ricordi, crudeltà, gesti di quotidiano eroismo e di ordinaria sopraffazione. L'intero libro si dipana in una serie di rapidissimi racconti: dalla visione, tra sogno e realtà, del Grande Vecchio, l'anziano e venerabile derviscio la cui presenza nel monastero posto ai confini del rione è assieme segreto e leggenda, alle vicende quotidiane di amori, tradimenti, scherzi e provocazioni, rapide fortune e improvvisi rovesci, alle situazioni e ai protagonisti della Rivoluzione del 1919. Sullo sfondo, l'Egitto dell'infanzia autobiografica di Naghib Mahfuz, in bilico tra le tradizioni ormai divenute vuote ripetizioni di gesti e comportamenti (di particolare interesse le pagine dedicate al declino del futuwwa, allo stesso tempo "ras" e protettore del quartiere) e un progresso quanto mai lento ma inesorabile nel mostrarsi.

## Edizioni italiane
- Il nostro quartiere, trad. di Valentina Colombo, Milano: Feltrinelli, 1989 ISBN 8807013886 ISBN 9788807811807
- Il nostro quartiere, a cura di Paola Nanni, Torino: Loescher (ed. scolastica), 1996 ISBN 882010430X